# برج فاسكو دا غاما
فاسكو دا غاما برج ((بالبرتغالية: Torre Vasco da Gama‏), تلفظ برتغالي: ‎/ˈtoʁ(ɨ) ˈvaʃku dɐ ˈɡɐmɐ/‏) هو برج وناطحة سحاب في لشبونة، البرتغال، بنيت على نهر نهر تاجة . سمي البرج بالمستكشف البرتغالي فاسكو دا غاما الذي يعتبر أول أوروبي يصل إلى الهند عن طريق البحر في 1498.
بني البرج في عام 1998 في وافتتح في المعرض العالمي اكسبو 98 يبلغ ارتفاع البرج 120 مترا البرج يشبه سطح السفينة مثل برج العرب بدبي ويوجد ببرج مطاعم بانورامية فاخرة.

## روابط خارجية
- برج فاسكو دا غاما  على موقع ستركتر

- & سيوداد = توري % 20Vasco % 20da % 20Gama & سيوداد = «يسبوا فاسكو دا غاما برج» في اوربانا Factoría: الصور والمعلومات التقنية (بالإسبانية)